# Cypriotiska köket
Cypriotiska köket är de matvanor och den matkultur som brukas av cyprioter. Köket är ett typiskt medelhavskök, som har formats av både Cyperns historia och andra kulturer.
Cyprioterna, som till 80 procent är av grekiskt ursprung och 20 procent av turkiskt ursprung, har under historien ockuperats av flera olika länder. Landet blev först självständigt 1960. Det grek- och turkcypriotiska köket består av många grillrätter och grytor, ofta smaksatta med citron, yoghurt, persilja och vitlök, och är i allmänhet mindre skarpt än köken från Mellanöstern. Man använder i allmänhet mer kryddor och örter, såsom mynta, koriander, dragon, basilika, kardemumma, kanel, portlak och rucola än det grekiska köket. Vanligt förekommande kryddor i Turkiet, såsom kummin och chilipeppar, är sällsynta.
Viner från Cypern har länge varit kända utanför gränserna, exempelvis i det antika Rom, och används i köket. Under den moderna tiden har brittiska, europeiska och asiatiska matvanor beblandats med de cypriotiska, speciellt indiska ingredienser såsom curry och ingefära.

## Typiska ingredienser
Eftersom Cypern är ett skogklätt land med många berg och bördig jord, är landet rikt på frukt och grönsaker, såsom äpple, päron, persika samt vinproduktion. Olika regioner odlar olika växter. Exempelvis är Limassol rikt på apelsin- och grapefruktträd, medan den sydöstra delen av Cypern är rikt på potatis, äggplanta, tomat, gurka och lök. Fikon och granatäpplen växer mycket i nordvästra delen av ön, medan den sydvästra delen är rik på bananodlingar.
Kött spelar en stor roll i det cypriotiska köket, särskilt lamm, gris, fågel och kanin. Nötköttet är inte så populärt, på grund av den begränsade tillgången till betesmark. Halloumi och annan ost, tillverkad på får- eller komjölk är vanlig, såväl som ägg. Fast Cypern är en ö, är intaget av fisk lågt. Om man äter fisk, är det ofta svärdfisk, tonfisk eller bläckfisk.

## Cyperns befolkning
Cyprioterna, som till 80 procent är av grekiskt ursprung och 20 procent är turkiskt ursprung, har under historien ockuperats av flera olika länder. Landet blev först självständigt 1960.

## Det grekiska och turkiska inflytandet på det cypriotiska köket
Det grek- och turkcypriotiska köket består av många grillrätter och grytor, ofta smaksatta med 
citron, yoghurt, persilja och vitlök, och är i allmänhet mindre skarp än köken från Mellanöstern. Man använder i allmänhet mer kryddor och örter, såsom mynta, koriander, dragon, basilika, kardemumma, kanel, portlak och rucola än det grekiska köket. Vanligt förekommande kryddor i Turkiet, såsom kummin och chilipeppar, är sällsynta.

## Maträtter

### Halloumi

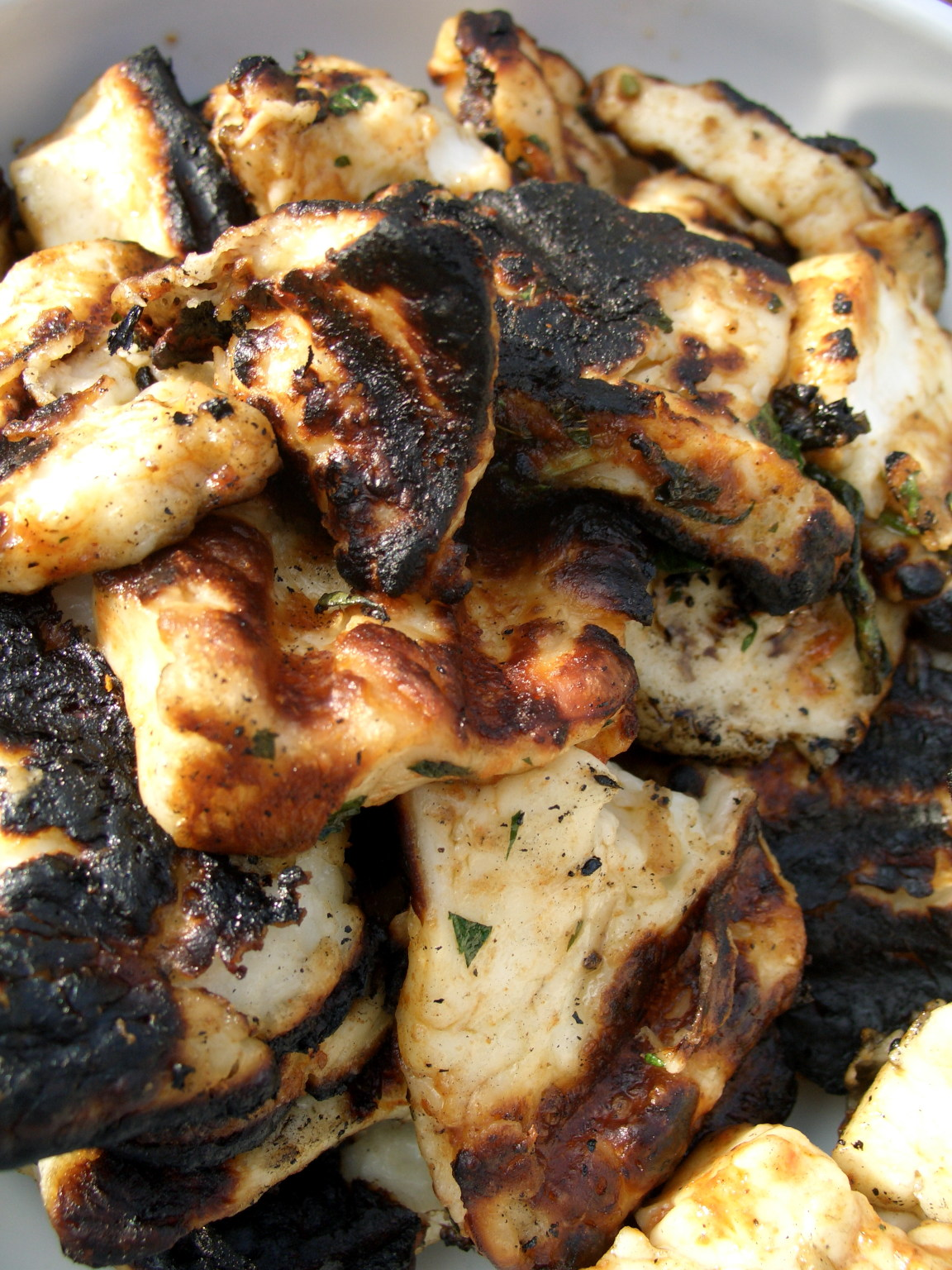
Grillad halloumi

Halloumi produceras genom att get- och fårmjölk blandas och sedan sätts med löpe. Detta är ett tillverkningssätt som skiljer sig från många andra tillverkningsmetoder för ost, där man ofta undviker att ha med syraproducerande bakterier i någon del av processen, en standard för de flesta mejeriprodukter. Halloumis höga smältpunkt gör att den lätt kan stekas eller grillas, eller serveras kall tillsammans med nyskivad vattenmelon.

### Koupepia (fyllda vinblad) ochgemista
Till den cypriotiska sorten av dolmar används köttfärs, ris, lök, tomater och en blandning av örter. Denna fyllning lindas sedan försiktigt in i färska vinblad. Maträtten finns i också i Grekland, Turkiet och Mellanöstern. Koupepia tillverkas vanligtvis i stora partier och kan frysas för att avnjutas vid ett senare tillfälle. Fyllningen av grönsaker, kallad gemista, är en cypriotisk tradition, där man använder vinblad, paprika, tomater, lök, squash och till och med squashblommor.

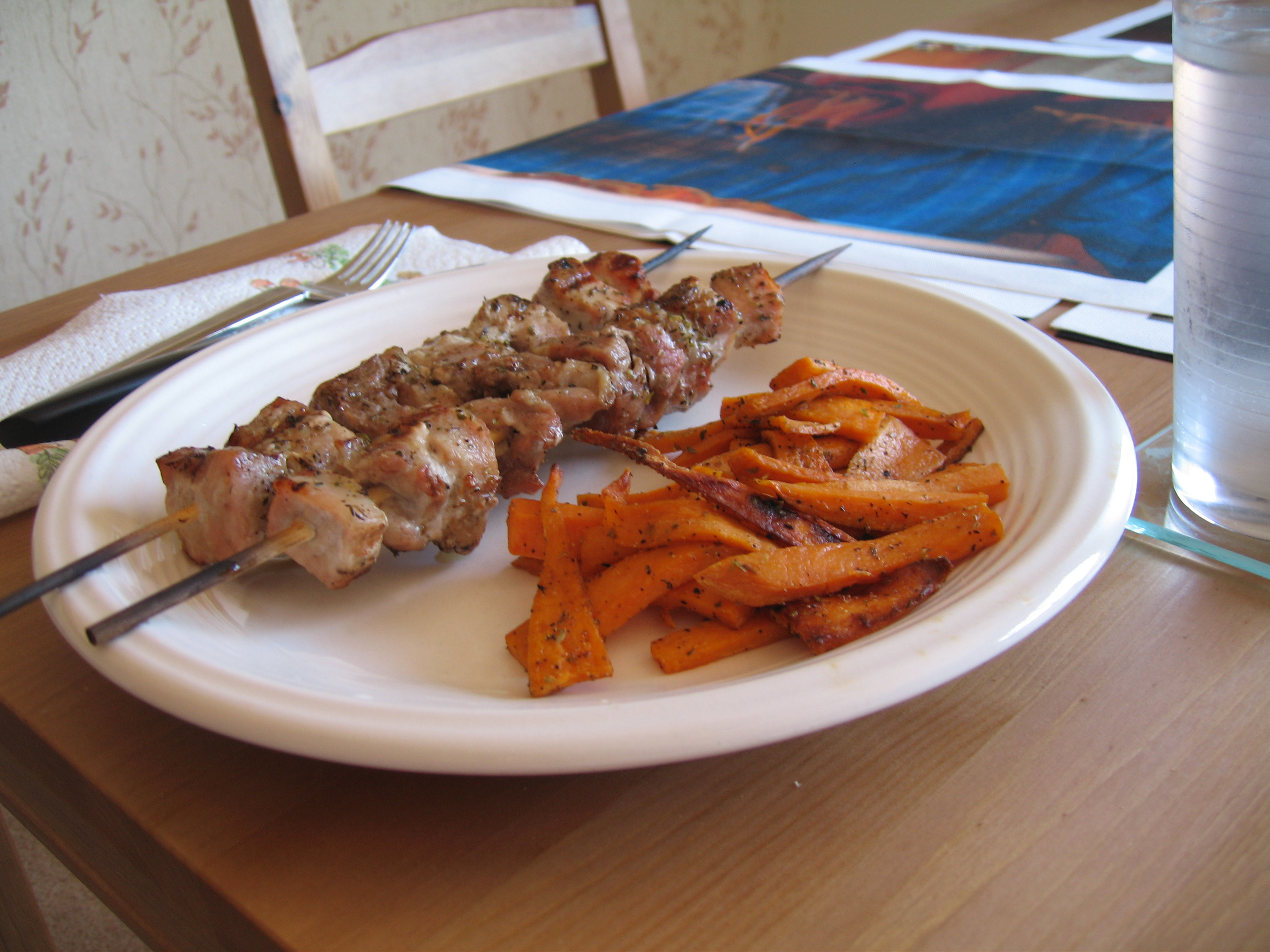
Souvlaki och friterad potatis

### Souvlaki och sheftalia
En spinoff från den berömda grekiska maträtten souvlaki i cypriotisk stil består av små bitar kolgrillat kött på en spett och en stor mängd färsk salladfyllning. Det är en mycket populär rätt, eftersom många i lokalbefolkningen äter en pita av souvlaki. Det pitabröd som används är tunnare och större än den grekiska sorten. Det kött som används är vanligtvis fläsk eller kyckling och kan åtföljas av sheftalia. Dessa är kryddade med örter, köttfärs eller grillat lamm. Det finns också vegetariska alternativ med svamp och halloumi.

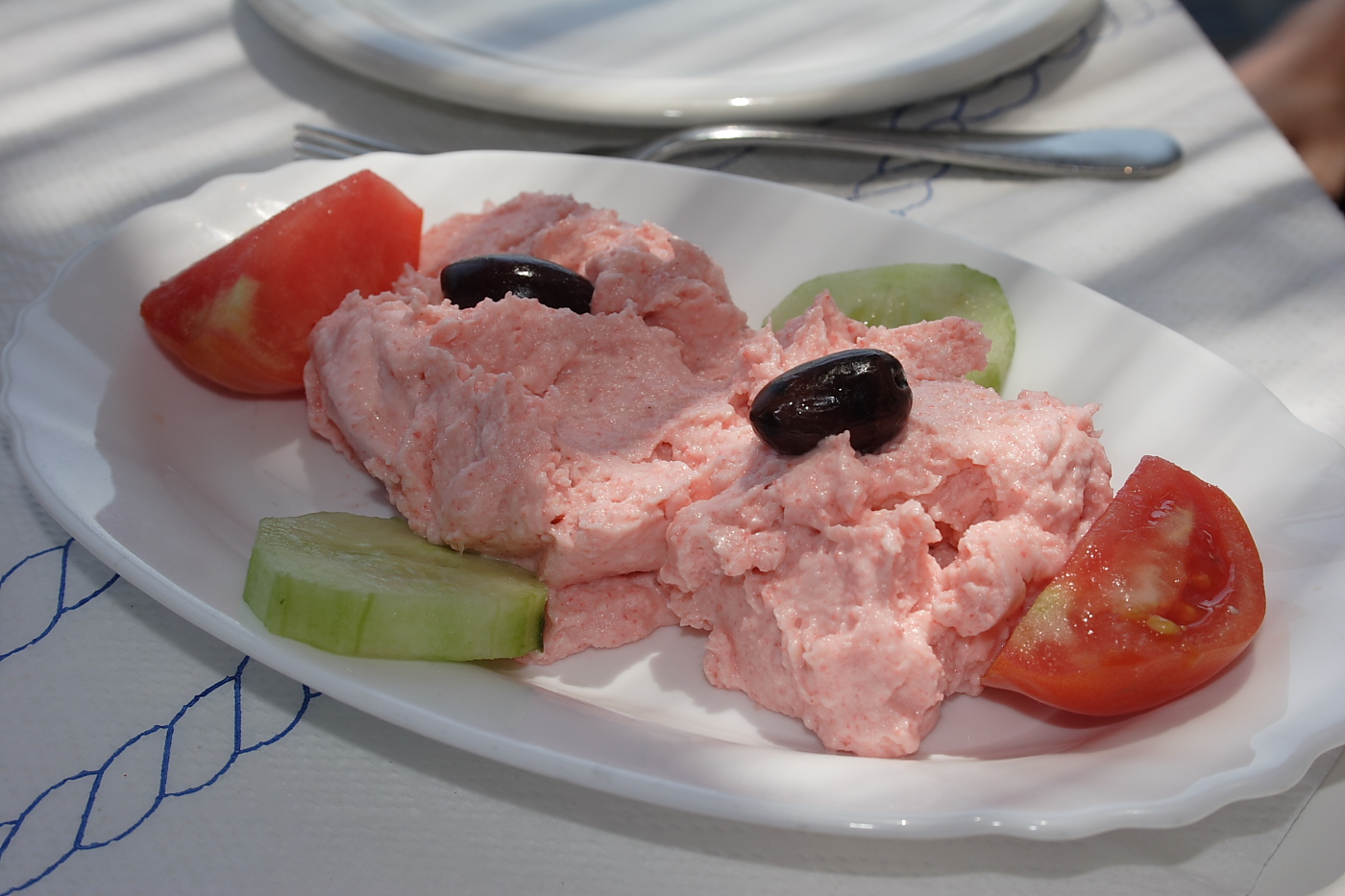
Taramosalata

### Meze
Meze är en sorts förrätter (hors d'oeuvre) som äts med en apéritif eller annan dryck i Grekland och Mellanöstern. 
Vad som ingår i meze varierar från varje restaurang och taverna, och beror i stort sett på säsong och om man väljer meze med kött, meze med fisk eller blandad meze. Det vanliga är att mezen består av 15–20 rätter inklusive sås och bröd.
Den traditionella mezen innehåller tzatziki, som är gjord av yoghurt med pepparmynta, gurka, och taramosalata, som är rosa och tillverkas genom att man kombinerar torskrom, potatispuré, citron, lök och olja. Meze innehåller också halloumiost. Till skillnad från halloumi från andra områden i världen, görs den cypriotiska ofta av mjölk från lokala getter som ätit timjan.
Under modern tid har brittiska, europeiska och asiatiska matvanor blandats med cypriotiska. Speciellt gäller det indiska ingredienser, som curry och ingefära.
Att vara så nära Mellanöstern har påverkat Cyperns kök, och många rätter liknar de övriga i medelhavsregionen. I viss mån har det cypriotiska köket påverkats av det turkiska köket, men mest liknar Cyperns kök det grekiska köket.

## Vin på Cypern
Viner från Cypern har länge varit kända utanför landets gränser, exempelvis i det antika Rom, och användes i köket.

### Historia
Vinet har en lång historia och sägs härstamma från antikens Grekland, där det var en populär dryck på festivaler. Ett torrt vin från Cypern blev först beskrivet 800 f.Kr. av den grekiske poeten Hesiodos, och blev mycket senare känt som den cypriotiska mannan. 

#### 4 000 år av vinproduktion
Med en yta på 9 250 kvadratkilometer och en befolkning på endast 837 000 personer kan Cypern beskrivas som det mest vinodlande landet i världen. Arkeologiska och historiska bevis ger vid handen att viner har odlats under öns hela långa historia. Som den framstående cypriotiske arkeologen Vassos Karageorghis har noterat, "de arkeologiska bevisen tillåter oss att säga att odlingen av druvvin startade på Cypern någon gång tidigt under det andra årtusendet f.Kr.". På Cypern finns cirka 14 000 hektar vinodlingar, med en årlig produktion på 60 000 ton druvor.

### Geologi och klimat
Det är inte en slump att Cypern har den lång tradition av druvodling. Klimatet och jordmånen är de viktigaste betingelserna för produktion av druvor av god kvalitet. Vinodlingarna på Cypern ligger mest på de södra sluttningarna av bergskedjan Troodos. Men det finns också vinodlingar på de bördiga kustslätterna, som sträcker sig från Limassol till Paphos. De långa, soliga medelhavssomarna är en stor tillgång; de gör att druvorna mognar och ger dem god smak.

### Druvsorter
På Cypern är det inhemska sorter som Mavro (Local Black), Xynisteri, Maratheftiko, Ofthalmo, Lefkada, Muscat of Alexandria samt ett antal kända internationella sorter som Cabernet Sauvignon, Cabernet Franc, Mataro, Merlot Noir, Shiraz, Grenache, Chardonnay, Semillon, Sauvignon Blanc, Riesling, etc. De är väl anpassade till Cyperns klimat och markförhållanden.

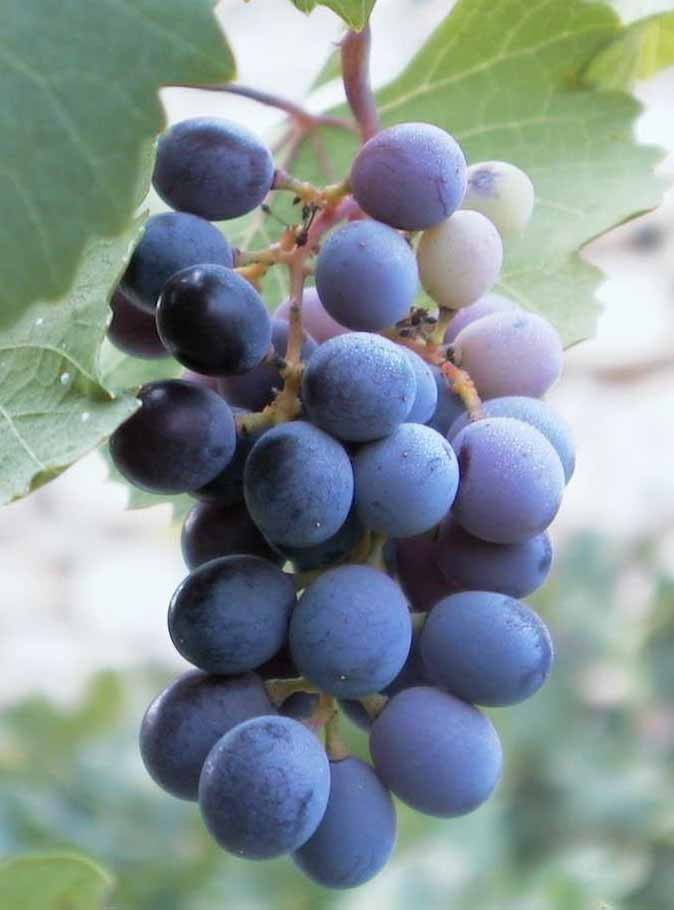
Druvan Mavro används i tillverkningen av Commandaria.

### Commandaria
Cyperns mest kända vin är starkvinet Commandaria (även kallat Commanderia' och Coumadarka); grekiska: κουμανδαρία, κουμανταρία och cypriotisk grekiska, κουμανταρκά.
Sedan 1993 är detta vin ursprungsskyddat.
När Cypern blev självständigt från britterna 1960 började man importera druvsorter från andra länder, och började tänka om när det gällde kvalitet. Trots det var man under lång tid beroende av bulkexport till Sovjetunionen och Östeuropa. Efter kommunismens sammanbrott i början av 1990-talet måste man modernisera vinindustrin än mer.

#### Commandarias historia
Johanniterorden slog sig ner på Cypern år 1291. Där upprättade de ett högkvarter och upprättade sitt högkvarter, kallat Grande Commanderie. Så småningom fortsatte Johanniterorden till Rhodos och Malta. Sitt kommanderi på Cypern behöll de och där fortsatte de med framställningen och exporten av det vin som de nu hade gett namnet Vin de la Commanderie.